# The Fly Cop
The Fly Cop é um curta-metragem mudo norte-americano, realizado em 1917, do gênero comédia, com o ator cômico Oliver Hardy.

## Elenco
- Billy West
- Oliver Hardy - (como Babe Hardy)
- Bud Ross - (como Budd Ross)
- Leo White
- Ellen Burford
- Charles Slattery
- Ethelyn Gibson - (como Ethlyn Gibson)